# Фрегат Ариель
Фрегат Ариель (лат. Fregata ariel) — птица семейства фрегатовые, обитающая в тропических океанических водах, размером с гуся. Залетает на побережье Дальнего Востока.

## Описание
Длина тела — 71-81 см, размах крыльев — 175—193 см. Самцы весят от 625 до 875 г, самки — от 760 до 955 г. Оперение совершеннолетнего самца полностью чёрное с зеленоватым, синеватым или пурпурным отливом. У самок верхняя часть груди белого цвета.

## Подвиды и распространение
Международный союз орнитологов выделяет три подвида, которые отличаются только размахом крыльев и длиной клюва.
- Fregata ariel ariel (центральный и восточный Индийский океан, западный и центральный Тихий океан).
- Fregata ariel iredalei (западный Индийский океан).
- Fregata ariel trinaitatis (южный Атлантический океан, гнездится только на острове Триндади).

## Образ жизни
Фрегаты Ариели живут над тропическими морями (температура воды выше 22 °C) и гнездятся на маленьких, удалённых от суши островах. Они питаются, прежде всего, летучими рыбами, длиной от 10 до 20 см и летучими кальмарами (Ommastrephidae). При этом они погружают в воду только клюв. Наряду с этим они питаются яйцами и птенцами других морских птиц и падалью. Прежде всего, самки крадут улов у других морских птиц (клептопаразитизм).
Молодые фрегаты Ариели, которых окольцовывали в южном центральном Тихом океане, мигрируют с преобладающими ветрами в Коралловое море к северо-востоку от Австралии, затем на север через Новую Гвинею к Филиппинам, некоторые даже дальше до Японии.

## Размножение

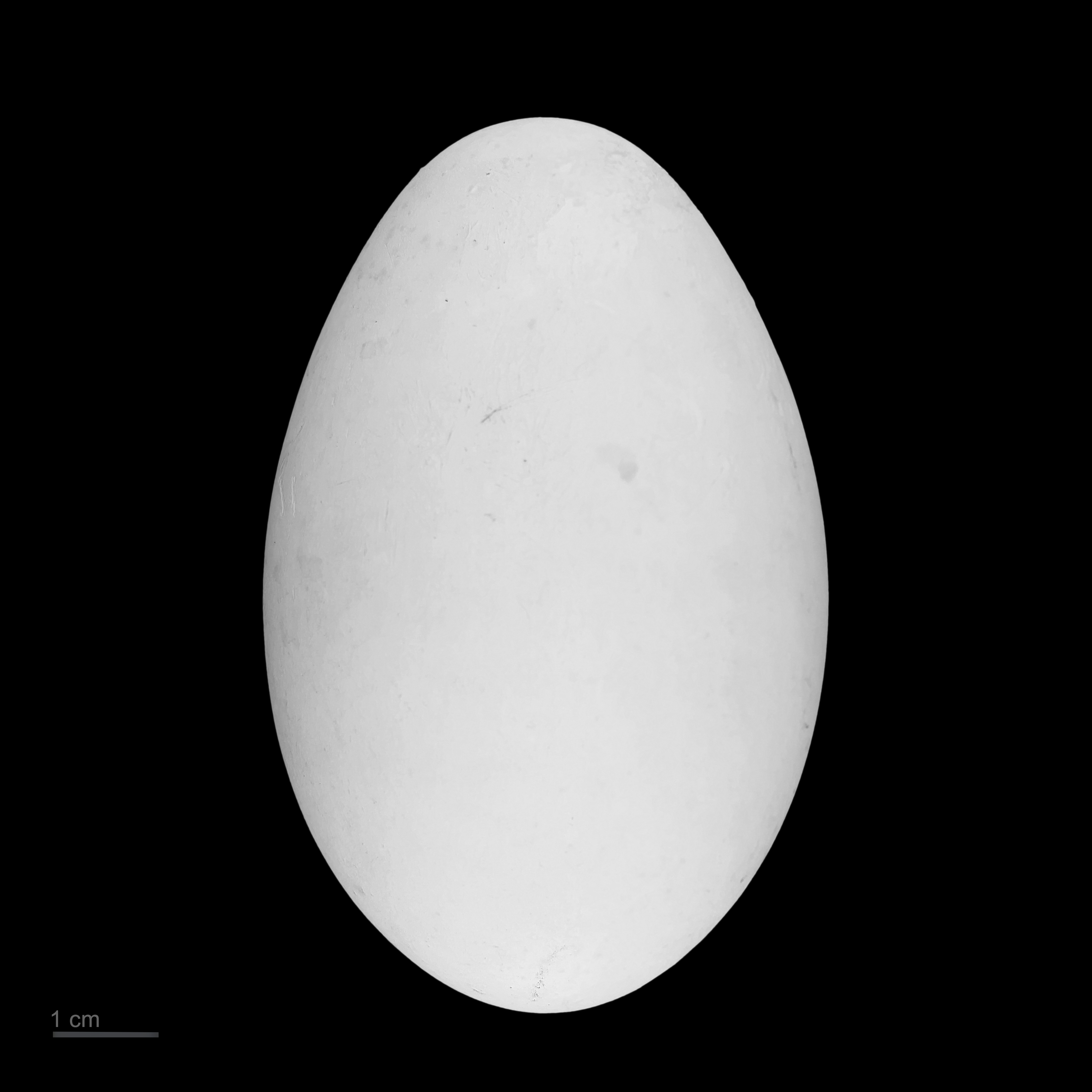
Яйцо Fregata ariel (Тулузский музеум)

Животные гнездятся в колониях на маленьких островах в кустах и мангровых зарослях, а также в более низкой растительности чем большой фрегат. На некоторых островах, таких как Раваки и Острова Лайн, гнездятся и на земле. Размножение часто приходится на засушливый период. Гнездовые колонии часто смешаны с другими пеликанообразными. Гнездо представляет собой платформу из веток. В кладке одно яйцо, которое высиживается примерно 45 дней. Птенцы появляются голыми на свет, позже у них появляется белый пух. Через 20—24 недели они становятся самостоятельными, после этого ещё примерно от 4 до 6 месяцев о них заботятся родители.